# Poa jeremiadis
Poa jeremiadis är en gräsart som beskrevs av Jan Frederik Veldkamp. Poa jeremiadis ingår i släktet gröen, och familjen gräs. Inga underarter finns listade i Catalogue of Life.